# .ng
.ng je internetová národní doména nejvyššího řádu pro Nigérii.
Nigerijské ccTLD lze registrovat pouze ve formě domén třetího řádu.
- com.ng – volná registrace, zaměřeno na podnikání
- org.ng – volná registrace, určena pro nekomerční projekty a nevládní organizace
- gov.ng – pro vládní organizace
- edu.ng – pro vědecké projekty
- net.ng – pro poskytovatele připojení a telekomunikační služby
- sch.ng – pro střední školy
- name.ng – volná registrace
- mobi.ng – volná registrace, zavedeno kvůli kompatibilitě s mobilními zařízeními
- biz.ng – volná registrace, určeno pro podnikatelské subjekty
- mil.ng – určeno výhradně pro vojenské účely